# Ordbehandlare

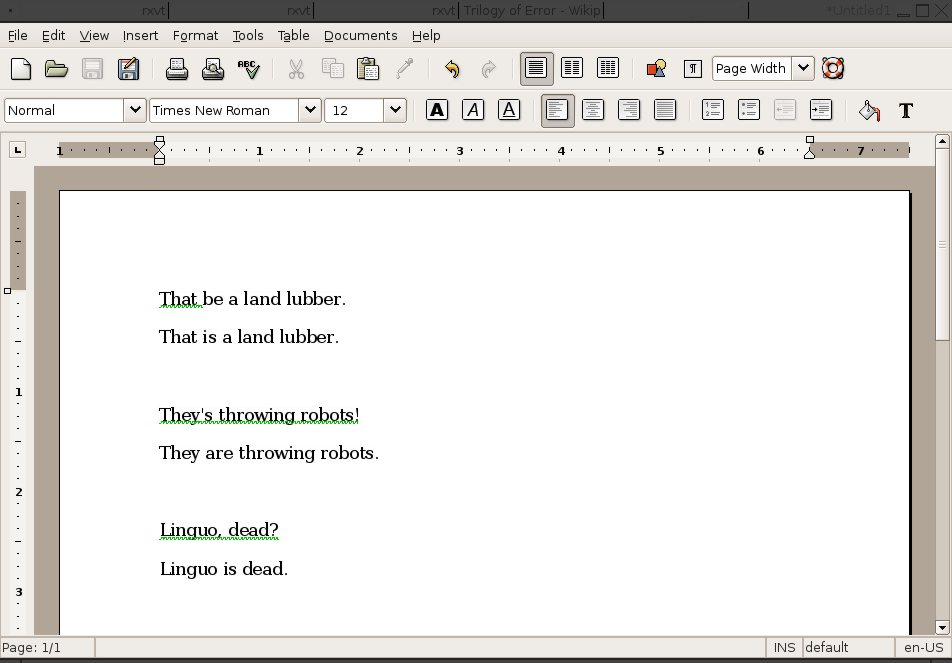
Ordbehandlaren Abiword 2.4

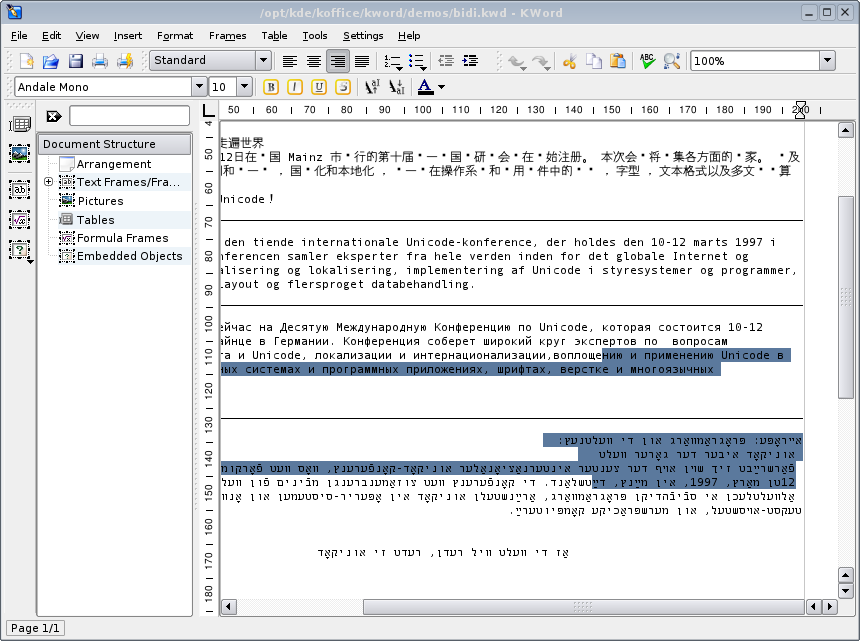
Ordbehandlaren KWord 1.4.2

En ordbehandlare (finlandssvenska textbehandlingsprogram) är ett datorprogram som används för ordbehandling eller texthantering. Alltså att skapa, formatera, ändra och skriva ut en dokumentfil. De flesta moderna ordbehandlare använder ett grafiskt gränssnitt som avser möjliggöra WYSIWYG ("What you see is what you get", ungefär "du får vad du ser"). Ordbehandlare räknas till kontorsprogram.
Dokument kan också skrivas med textredigerare med användning av något märkspråk, såsom Tex och Latex, som används för många naturvetenskapliga journaler. För mer komplicerad layout, såsom för tidningar, används ofta "ombrytningsprogram", såsom Framemaker, Indesign och Scribus. Dessa använder också WYSIWYG-konceptet, men liksom i traditionell sättning och ombrytning är de mer inriktade på att placera ut bilder och block av text på sidan, inte på att skapa löpande text med automatiska sidbyten som ordbehandlarna.
I begreppet ordbehandling räknar man också ofta med funktioner som automatiserar många vanliga arbetsuppgifter, till exempel
- Skapa innehållsförteckningar med kapitlens rubriker och sidnummer.
- Skapa ordlistor med hänvisningar till sidnummer.
- Skapa listor med referenser till bilder och illustrationer som förekommer i dokumentet.
- Uppdatera korsreferenser mellan delar i dokumentet med aktuella sidnummer.
- Vidmakthålla sidnumrering och referenser till notiser när dokumentets textmassa växer och förändras.

Ordbehandlare är besläktade med, men skiljs vanligen från texteditorer, som inte använder för användaren dolda formateringskoder och därmed är lämpliga också till exempel för programmering, och desktop publishing-program som innehåller avancerade möjligheter att producera ett färdigt underlag för tryckning.

## Historia
De första ordbehandlarna (ordbehandlingsmaskiner) var maskiner vars funktion var endast text- och ordbehandling. Scribona, ABC 800, Philips (sidorienterat) är exempel på maskiner med väl utvecklade ordbehandlingsfunktioner.
Efter introduktionen av x86 PC:n som var en maskin som kunde anpassas efter behovet och även användas till annat än ordbehandling, tappade de äldre systemen marknad.
System finns och fanns även utvecklade för stordatormiljö.
I början av utvecklingen fanns både sidorienterat program och dokumentbaserade program. Den förra gruppen torde nu ha försvunnit ur marknaden.

## Exempel på ordbehandlare
Några exempel på ordbehandlare ges nedan. De flesta är numera enbart av historiskt intresse.
- AbiWord
- AmiPro
- Cicero (svenskutvecklat)
- FrameWork (ordbehandling ingår som delprogram)
- Google Dokument
- KWord (ingår i KOffice)
- LibreOffice
- Lotus Documents (integrerad i Lotus Symphony)
- LyX (använder LaTeX)
- MultiMate
- OpenOffice.org Writer (ordbehandling ingår som delprogram)
- Ord Plus (svenskutvecklat)
- Pages (Apples ordbehandlare till Mac)
- Star Office (ordbehandling ingår som delprogram, se OpenOffice.org)
- Text Magic
- XyWrite
- Volkswriter
- MS-Word (ingår i Microsoft Office)
- WordMARC Composer
- WordPerfect
- WordStar
- Works (ordbehandling ingår som delprogram)